# 堪薩斯市聯邦準備銀行
堪薩斯市聯邦準備銀行（英語：Federal Reserve Bank of Kansas City），簡稱堪薩斯市聯準銀行（Kansas City Fed），為美國12個聯邦準備銀行之一，管轄聯邦準備制度的第10聯邦準備區，本部位於密蘇里州堪薩斯市。

## 概要

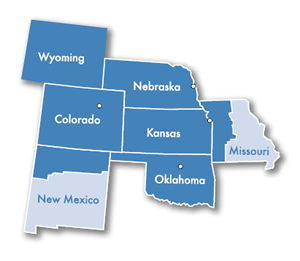
第10聯邦準備區地圖

該行管理聯邦準備制度的第10聯邦準備區，管轄範圍包括科羅拉多州、堪薩斯州、內布拉斯加州、奧克拉荷馬州、懷俄明州，以及新墨西哥州北部及密蘇里州西部的部分地區。除了位於密蘇里州堪薩斯市的本部以外，該行在丹佛、奧克拉荷馬市及奧馬哈設有支部。此處發行之聯邦準備券中，1美元及2美元紙幣上印有「J」，其他紙幣則皆印有「J10」。

## 經濟政策研討會
自1978年起，該行每年皆主辦年度經濟政策研討會，聚首世界各國之中央銀行總裁及相關人士。1982年以降，該會議移轉至懷俄明州傑克孫谷舉辦 ，通稱為「Jackson Hole全球央行年會」。1978年至1981年，研討會主要聚焦於農業經濟政策。此時期之舉辦地點包括：密蘇里州堪薩斯市、科羅拉多州丹佛、密蘇里州堪薩斯市，以及1981年的科羅拉多州韋爾。1981年後，討論的主題更為廣泛，研討會也受到了更廣泛的關注，逐漸成為觀察聯邦準備理事會貨幣政策未來走向的重要會議。2003年及2005年的研討會中，曾發表論文批評當時的金融現狀，並警告衍生性金融商品之隱憂。當時這些觀點遭到否定，但後來被認為準確預測了2007年—2008年環球金融危機。

## 貨幣博物館
聯邦準備銀行在其新址設有一座「貨幣博物館」（The Money Museum），讓訪客了解美國的金融制度以及聯邦準備制度之運作。博物館內設有多項互動式展覽，並可參觀自動化的多層現金庫，以及展出哈瑞·S·杜魯門的硬幣收藏、可讓訪客親手舉起的金條等。

## 外部連接

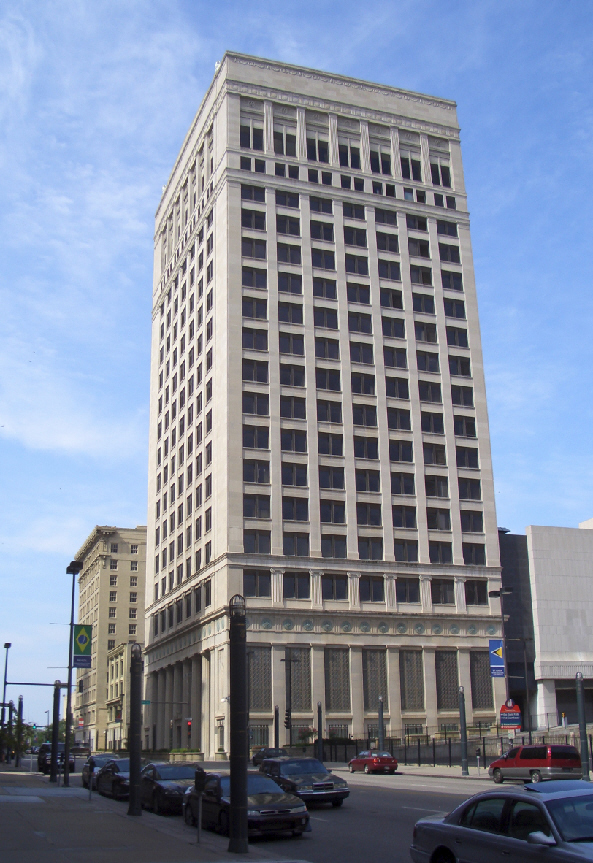
1921年落成的舊本部

- Federal Reserve Bank of Kansas City （页面存档备份，存于）